# Saint Lucia op de Gemenebestspelen

Vlag van Saint Lucia

Saint Lucia is een eilandnatie die deelneemt aan de Gemenebestspelen (of Commonwealth Games). Sinds 1962 heeft Saint Lucia elfmaal deelgenomen. In totaal over deze elf edities won Saint Lucia 5 medailles.

## Medailles
| Saint Lucia op de Gemenebestspelen | Saint Lucia op de Gemenebestspelen | Saint Lucia op de Gemenebestspelen | Saint Lucia op de Gemenebestspelen | Saint Lucia op de Gemenebestspelen | Saint Lucia op de Gemenebestspelen |
| ---------------------------------- | ---------------------------------- | ---------------------------------- | ---------------------------------- | ---------------------------------- | ---------------------------------- |
| Jaar                               | Goud                               | Zilver                             | Brons                              | Totaal                             | Rang                               |
| 1962                               | -                                  | -                                  | -                                  | -                                  | /                                  |
| 1970                               | -                                  | -                                  | -                                  | -                                  | /                                  |
| 1978                               | -                                  | -                                  | -                                  | -                                  | /                                  |
| 1994                               | -                                  | -                                  | -                                  | -                                  | /                                  |
| 1998                               | -                                  | -                                  | -                                  | -                                  | /                                  |
| 2002                               | -                                  | -                                  | 1                                  | 1                                  | 33                                 |
| 2006                               | -                                  | -                                  | -                                  | -                                  | /                                  |
| 2010                               | -                                  | -                                  | 1                                  | 1                                  | 34                                 |
| 2014                               | -                                  | -                                  | 1                                  | 1                                  | 35                                 |
| 2018                               | 1                                  | -                                  | -                                  | 1                                  | 26                                 |
| 2022                               | -                                  | 1                                  | -                                  | 1                                  | 35                                 |